# North of Scotland Championships 1987
Die North of Scotland Championships 1987 im Badminton fanden Anfang März 1987 in Aberdeen statt.

## Finalresultate
| Disziplin    | Sieger                        | Finalist                    | Ergebnis          |
| ------------ | ----------------------------- | --------------------------- | ----------------- |
| Herreneinzel | Anthony Gallagher             | Dan Travers                 | 12-15, 15-3, 15-2 |
| Dameneinzel  | Elinor Allen                  | Jennifer Allen              | 0-11, 11-3, 11-7  |
| Herrendoppel | Gordon Hamilton Neil Hedenton | Alastair Gatt Gavin Reid    | 9-15, 15-9, 17-16 |
| Damendoppel  | Elinor Allen Jennifer Allen   | Fiona Stark Wendy Nicholson | 18-14, 15-8       |
| Mixed        | Gordon Hamilton Elinor Allen  | Ross Gladwin Jennifer Allen | 15-9, 18-16       |